# Уотсон, Джим
Джеймс Александр «Джим» Уотсон, (англ. James Alexander "Jim" Watson, род. 1961) — дважды мэр г. Оттава, в 1997—2000 г. и с 2010 г. Сторонник Либеральной партии, депутат от данной партии в Законодательном собрании Онтарио в 2003—2010 гг., бывший министр в провинциальном правительстве Далтона Макгинти.

## Молодость
Вырос в квебекском городе Лашют, учился в Лаврентийской региональной старшей школе в 1974—1978 гг. Позднее переехал в Оттаву, где поступил в Карлтонский университет, который окончил в 1983 г. со степенью бакалавра по журналистике и средствам массовой коммуникации. После этого поступил на федеральную службу, был назначен [кем?] директором по массовой коммуникации Спикера Канадской палаты представителей.

## Муниципальная политика

### Городской совет
В 1991 г. избран в городской совет Оттавы от округа Кэпитал, переизбран в 1994 г. В 1992 г. Уотсон отстаивал проект отката зарплат и накладных расходов города к уровню до повышения. Его первым действием, направленным против избыточных расходов города, было одностороннее решение пожертвовать 2 % своего годового дохода в размере 700 долларов на благотворительность. Кроме того, при переходе в 1994 г. из регионального в городской совет в ходе кампании по своему переизбранию Уотсон пожертвовал на местные благотворительные цели своё выходное пособие в размере 5200 долларов. Во время своего второго срока на посту городского советника Уотсон снизил свою зарплату на 13 % (с $51 000 до $45 000), голосуя при этом за уменьшение бюджета мэра и его оклада. В 1996 г. поддержал кандидатуру Далтона Макгинти на пост главы Либеральной партии Онтарио.

### Первый срок на посту мэра
В 1997 г. на выборах мэра Оттавы Уотсон получил 83 % голосов избирателей. Во время своего первого срока Уотсон сосредоточил усилия на внедрении сбалансированной фискальной политики с целью снижения текущих расходов, бюджетного дефицита и долгового бремени города. Ему также удалось заморозить ставки налога на имущество, которые до конца его срока выросли на 3 %, то есть ниже уровня инфляции.
Ушёл в отставку 14 августа 2000 г., поскольку был назначен президентом и главой правления Канадской комиссии туризма.

## После ухода с поста мэра
В 2003 г. ушёл с государственной службы и начал журналистскую карьеру как ведущий программы CHRO-TV The New RO @ Noon. Он также регулярно выступал на оттавской радиостанции CFRA и в газете Ottawa Citizen.
Входил в состав правлений ряда общественных и благотворительных организаций.

## Провинциальная политика
На выборах в провинциальную ассамблею Онтарио 2003 года победил действующего депутата от прогрессивно-консервативной партии Гарри Гуццо в округе Западная Оттава-Непин. 23 октября 2003 г. премьер Далтон Макгинти назначил его министром потребительских и коммерческих услуг Онтарио, а 29 июня 2005 г. стал министром здравоохранения Онтарио.

### Министр по муниципальным делам
После онтарийских выборов 2007 г. был назначен министром муниципальных дел и жилья. На этом посту смог внедрить политику, направленную на перенаправление программ на основе налога на имущество из муниципалитетов Онтарио в провинциальный бюджет, в противовес прежней политике консервативного премьера Майка Харриса. В результате перенаправления расходов с муниципалитетов на провинциальные власти Оттаве удалось сэкономить более 100 млн долларов, в том числе около 18 млн на социальных программах.
В 2008 г. Уотсон подписал федерально-провинциальное Соглашение о жилье.

## Второй, третий и четвёртый сроки на посту мэра
12 января 2010 г. Уотсон ушёл в отставку с должности министра, чтобы принять участие в кампании на должность мэра Оттавы. Выиграл выборы, получив немногим менее 50 % голосов избирателей.
Был переизбран в 2014 и 2018 гг. Одним из его ключевых проектов в должности было сооружение линии Оттавского рельсового транспорта (O-Train), завершённое в 2019 году (новая линия получила номер 1, а старая, короткая — номер 2). Был построен крупный автомобильный мост через реку Ридо на юге Оттавы в районе Баррхейвена, а также несколько пешеходных мостов (мост Адауи через реку Ридо от Сомерсет-стрит до Дональд-стрит, а также через канал Ридо севернее спортивного комплекса TD Plaza). В то же время, во время третьего срока без особого шума был свёрнут проект строительства автомобильного моста из Оттавы в Гатино в районе Музея авиации, который активно продвигался во время второго срока.

## Разное
В 2019 г. Уотсон во время подготовки города к предстоящему Прайд-параду, совершил каминг-аут, заявив о том, что сожалеет, что не открылся раньше. Уотсон никогда не был женат, заявляя по этому поводу, что «женат на должности мэра».